# Isla Checos
Isla Checos es el nombre que recibe una isla del Perú situada en el Pacífico al norte de las islas llamadas Asia, Dos Hermanas y Valdivia, frente a playa Asia en las coordenadas geográficas 12°46′20″S 76°37′37″O / -12.77222, -76.62694. Posee una superficie estimada en 48 hectáreas que equivalen a 0,48 kilómetros cuadrados. Administrativamente hace parte del Departamento de Lima en el centro de la costa del Perú.